# Pico-ITX

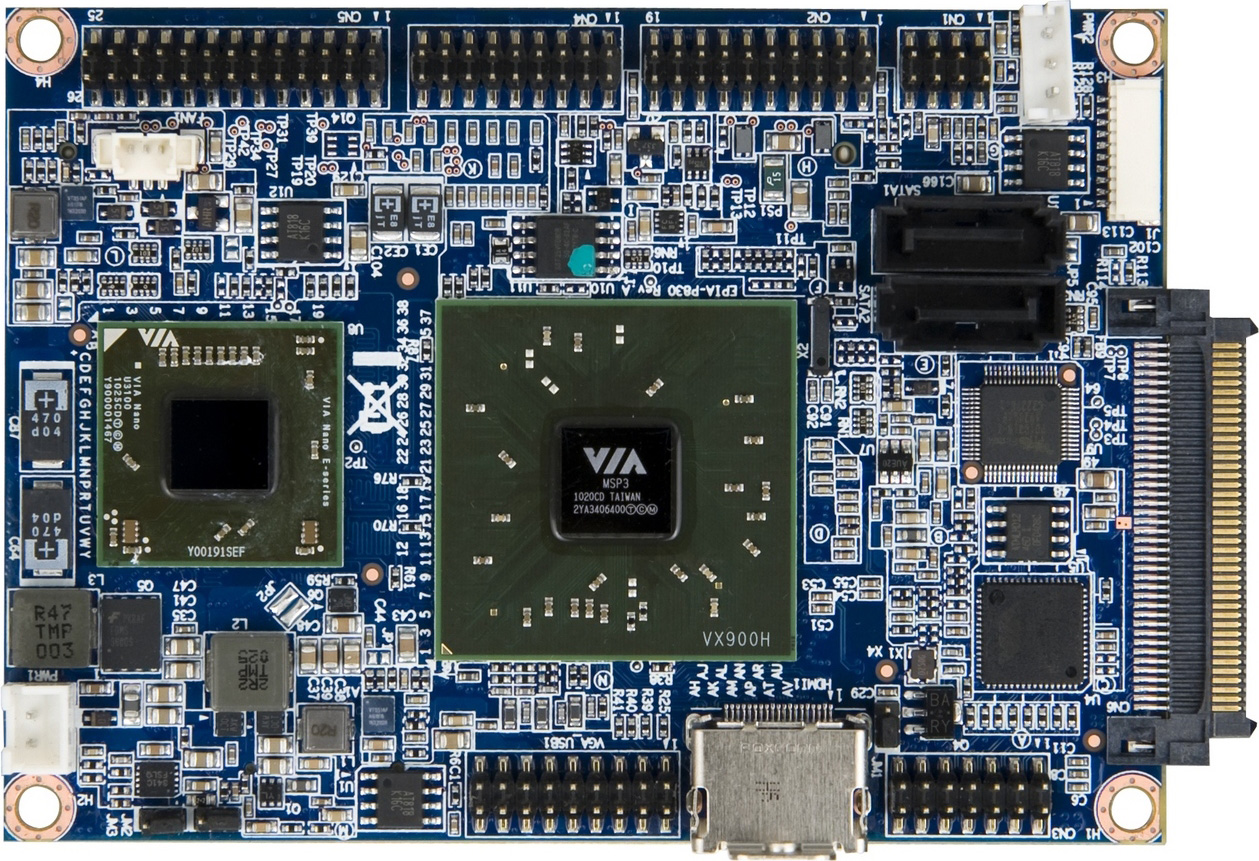
Una scheda madre VIA EPIA in formato Pico-ITX

Pico-ITX è un formato per schede madri a basso consumo di 10 x 7,2 cm annunciato da VIA nel gennaio 2007 e immesso sul mercato da maggio 2007.
La prima scheda madre prodotta utilizza processori x86 VIA C7 e Eden, con un chipset VX700. Questa scheda è in grado di far funzionare Windows Vista e Windows XP, Linux, BSD e altri.